# Robert Manners-Sutton

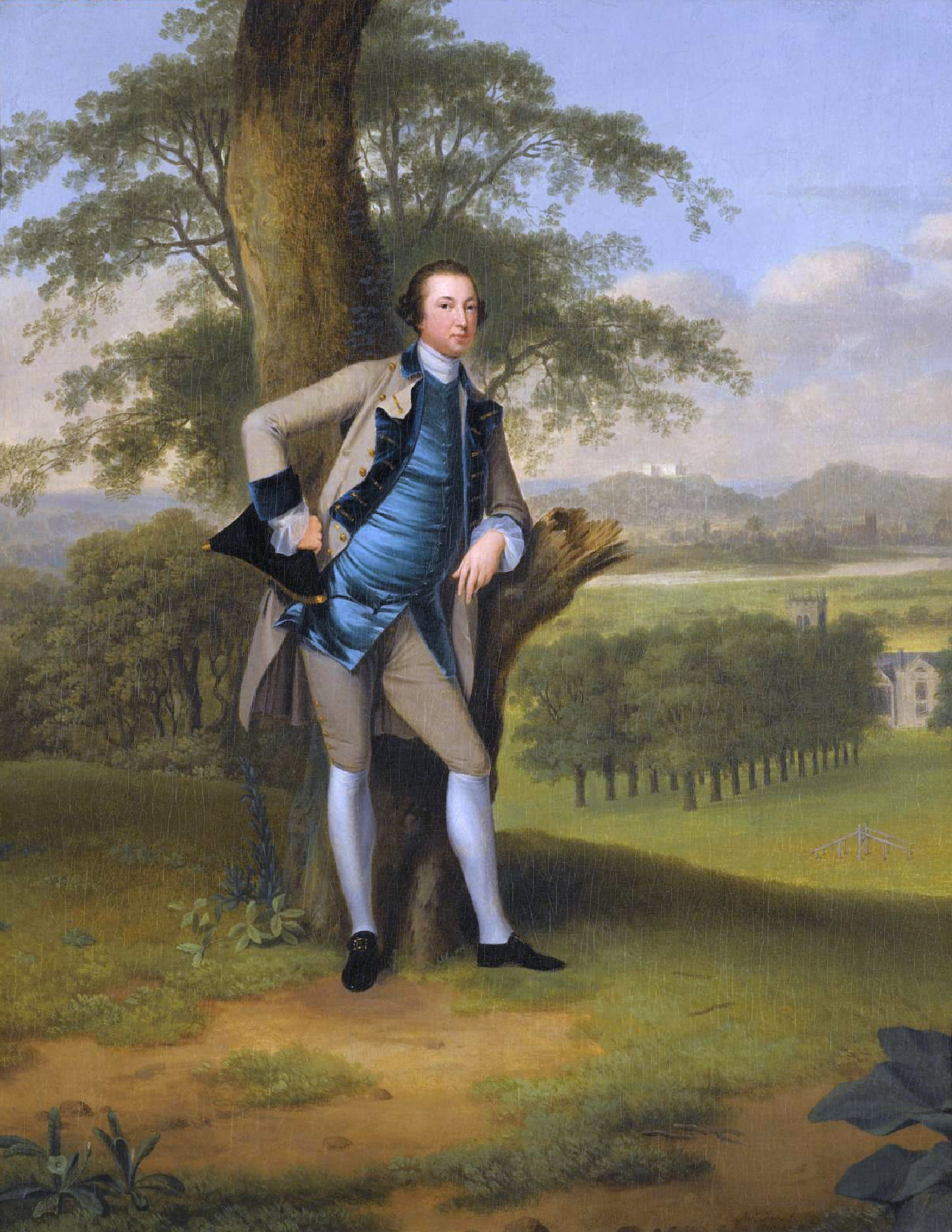
Lord Robert Manners-Sutton

Lord Robert Manners-Sutton (geborener Manners, * 21. Februar 1722; † 19. November 1762) war ein britischer Offizier und Politiker. 

## Leben
Er war der zweite Sohn des John Manners, 3. Duke of Rutland (1696–1779) aus dessen Ehe mit Hon. Bridget Sutton (1699–1734), Erbtochter des Robert Sutton, 2. Baron Lexinton (1662–1723). Als jüngerer Sohn eines Duke führte er seit Geburt das Höflichkeitsprädikat Lord.
Beim Tod seiner Mutter erbte er 1734 die Ländereien, die sein Großvater mütterlicherseits dieser hinterlassen hatte, insbesondere das Anwesen Kelham Hall bei Newark-on-Trent in Nottinghamshire, und ergänzte hierzu seinen Familiennamen und sein Wappen um die seines Großvaters.
1745 trat er als Captain des neuaufgestellten Duke of Kingston’s Regiment of Light Horse in die British Army ein und nahm an der Niederschlagung des Jakobitenaufstands teil. Als das Regiment 1746 aufgelöst wurde, wechselte er als Lieutenant-Colonel zum neuaufgestellten Duke of Cumberland’s Regiment of Light Dragoons. Mit diesem nahm er in Flandern am Österreichischen Erbfolgekriegs teil, wo er 1747 in der Schlacht bei Lauffeldt in französische Gefangenschaft, am gleichen Abend mit Maréchal de Saxe speiste und am nächsten Tag ausgetauscht wurde. Nach Kriegsende wurde sein Regiment 1749 aufgelöst. Während des Siebenjährigen Krieges wurde er 1760 Colonel-Commandant des von seinem älteren Bruder Lieutenant-General John Manners, Marquess of Granby (1721–1770) neuaufgestellten 21st Regiment of (Light) Dragoons (Royal Windsor Forresters) und hatte dieses Amt bis zu seinem Tod 1762 inne.
Parallel zu seiner Militärkarriere war er von Juli 1747 bis zu seinem Tod als Knight of the Shire für Nottinghamshire Mitglied des House of Commons des britischen Parlaments.
Er blieb unverheiratet und kinderlos, weshalb seine Ländereien bei seinem Tod an seinen jüngeren Bruder Lord George Manners-Sutton (1723–1783) fielen.